# 乔治·法尔克
乔治·法尔克（丹麥語：George Falcke，1891年3月2日—1979年2月1日），丹麦男子竞技体操运动员。他曾代表丹麦获得1912年夏季奥运会体操比赛男子团体瑞典式银牌。他于1979年在哥本哈根去世。